# Cerrito de San Marcos
Cerrito de San Marcos är en ort i Mexiko.   Den ligger i kommunen Chilapa de Álvarez och delstaten Guerrero, i den sydöstra delen av landet, 220 km söder om huvudstaden Mexico City. Cerrito de San Marcos ligger 2 073 meter över havet och antalet invånare är 260.
Terrängen runt Cerrito de San Marcos är huvudsakligen kuperad, men åt sydväst är den bergig. Terrängen runt Cerrito de San Marcos sluttar västerut. Runt Cerrito de San Marcos är det ganska glesbefolkat, med 43 invånare per kvadratkilometer. Närmaste större samhälle är Xalpitzáhuac, 6,4 km öster om Cerrito de San Marcos. I omgivningarna runt Cerrito de San Marcos växer huvudsakligen savannskog.